# Okusama wa Joshikousei
Okusama wa Joshikousei (яп. おくさまは女子高生 оку-сама ва дзёси ко:сэй, Жена-школьница) — японская манга, автором которой выступил Хиёко Кобаяси. Впервые начала публиковаться издательством Shueisha в еженедельном журнале Weekly Young Jump. Всего было выпущено 13 томов.
На основе манги студией Madhouse было выпущено 13-серийное аниме, транслировавшееся на телевидении в 2005 году.

## Сюжет
Асами Онохара — обычная старшеклассница, но с необычным секретом: она уже замужем и её муж Кёсукэ — её учитель по физике.
Она вынуждена скрывать это от окружающих. Более того, формально Асами и Кёсукэ жена и муж, но по велению отца девушки им пока запрещено вступать в половой контакт друг с другом, пока Асами не достигнет своего совершеннолетия. Однако не всё идеально в отношениях между главными героями. Кёсукэ слишком требовательный и сильно беспокоится за жену, особенно если появляется повод для ревности. Параллельно в Кёсукэ влюбляется другая девушка и узнаёт о его тайне. Она отныне будет пытаться всеми способами разорвать отношения между Асами и Кёсукэ, используя самые разные методы, вплоть до шантажа.

## Персонажи
- Асами Онохара — Аяко Кавасуми
- Кёсукэ Итимару — Мицуаки Мадоно
- Касуми Хоригути — Ая Эндо
- Сатоми Эндо — Сихо Кавараги
- Отец Асами — Наоя Утида
- Ивасаки-сэнсэй — Маюми Янагисава
- Сонода-сэнсэй — Дайсукэ Намикава
- Сакура Мидзуносаки — Маюми Асано
- Сасукэ Мидзуносаки — Каору Сасадзима

## Медиа

### Манга
Впервые начала публиковаться издательством Shueisha в еженедельном журнале Weekly Young Jump. Всего было выпущено 13 томов.

### Игра
На основе сюжета манги 20 июня 2002 года была выпущена видеоигра для PlayStation 2, а 21 ноября — для приставки Dreamcast.

### Аниме
На основе манги была снят аниме-сериал, состоящий из 13 серий, каждая из которых состоит из двух мини-историй. Производством сериала занималась студия Madhouse совместно с G&G Direction под руководством режиссёра Дзюна Сисидо по сценарию Хидэо Такаясики. Музыкальное сопровождение написали Кэй Вакакуса. Трансляция сериала состоялась с 2 июля по 24 сентября 2005 года на телеканале Television Saitama.

#### Список серий
| Список серий | Список серий                                                                                            | Список серий        |
| № серии | Название                                                                                                | Трансляция в Японии |
| --- | --- | ------------------- |
| 1-01 | Это наш секрет от всех, но... «Минна нива Найсё дакэдо...» (みんなにはナイショだけど...)                |                     |
| Асами готовит особую еду, чтобы отпраздновать день рождения мужа, но всё идёт не так: еда падает на пол, Кёсукэ выпивает слишком много пива и ссорится с отцом Асами.                                         | |                     |
| 1-02 | Я получила любовное письмо! «Рабурэта: Моратятта!» (ラブレターもらっちゃった!)                          |                     |
| Асами находит любовное письмо. Кёсукэ отбирает письмо, и Асами сбегает из школы. | |                     |
| 2-03 | Добро пожаловать на наш школьный фестиваль. «Ракуэн Мацури дэ Ирассяймасэ♥» (学園祭でいらっしゃいませ♥) |                     |
| Во время школьного фестиваля класс Асами должен выполнять задачу мэйд-кафе. Однако костюмы, которые все обязаны надеть, вызывают сильное негодование у Асами, её отца и Кёсукэ.                               | |                     |
| 2-04 | У нас появился... малыш! «Кодомо га Дэкитяймасита...!» (子供ができちゃいました...!)                     |                     |
| Асами находит бездомного котёнка в парке и называет его Кури. Но Кёсукэ не разделяет идею Асами, так как предпочитает собак кошкам.                                                                           | |                     |
| 3-05 | Сегодня, я думала... «Кё: косо вато Омотта нони...» (今日こそはと思ったのに...)                         |                     |
| Асами называет Кури новым ребёнком, чем тревожит друзей. Она посещает учителя и рассказывает, что случилось с ней. Кёсукэ принимает это за романтический ужин и бросается на коллегу.                         | |                     |
| 3-06 | У нас новая соседка! «Сакура Ояко Сандзё:» (サクラ親子参上!)                                            |                     |
| Работник ночного клуба переезжает в соседнюю дверь. У Асами начинается стресс. | |                     |
| 4-07 | Мой муж обманул меня... «Данна-сама га Усо: о Цуйта...» (ダンナ様がうそをついた...)                     |                     |
| Коллега Ивасаки приглашает Кёсуке на чашечку кофе, но в результате всё доходит до ужина и это случайно видит Асами.                                                                                           | |                     |
| 4-08 | Не теряй веру... «Синдзитэ и: дэсука...» (信じていいですか...)                                          |                     |
| Кёсукэ отправился пить с коллегами, в него влюбилась Ивасаки и пытается поцеловать его. Когда Кёсукэ возвращается домой, Асами хочет поцеловать его, но он засовывает ей в рот вишенку.                       | |                     |
| 5-09 | Наша тайна раскрыта...! «Барэтяймасита...!» (バレちゃいました...!)                                      |                     |
| Сакура наблюдает за Кёсукэ через бинокль. После того, как Асами отходит от него, она бросает ей вызов. | |                     |
| 5-10 | Она хочет правнука...?! «Химаго га Хосий...!?» (ひ孫がほしい...!?)                                      |                     |
| Прибывает бабушка Кёсукэ, чтобы увидеть его ребёнка. Однако она не знает о возрасте Асами и есть ли у них дети собственно говоря.                                                                             | |                     |
| 6-11 | Наши каникулы. «Футариккири но Рёко:» (二人っきりの旅行)                                                |                     |
| Кёсукэ поехал отдыхать на море. Асуми остаётся одна на летние каникулы. | |                     |
| 6-12 | Фестиваль, фейерверк и... «Мацури то Ханаби то...» (夏祭りと花火と...)                                  |                     |
| Асами и Кёсукэ отправляются на летний фестиваль, чтобы посмотреть салют и покушать вместе якисобу. | |                     |
| 7-13 | После жаркой погоды. «Сёкибарай но Ато дэ» (暑気払いのあとで)                                           |                     |
| Асами и Кёсукэ принимают участие в соревновании по поеданию набэ. Но Кёсукэ становится плохо и он попадает в больницу. Асами должна о нём заботится.                                                          | |                     |
| 7-14 | Награда от моего мужа... «Данна-сама но Гохо:би» (ダンナさまのごほうび)                                 |                     |
| Асами во время праздника спорта должна пробежать 1000 метров, но она не обладает нужными спортивными навыками. Кёсукэ обещает, что сделает ей сюрприз, если Асами прибежит с первой тройкой.                  | |                     |
| 8-15 | Я... на видео...?! «Атаси га... Бидэо ни...?» (あたしが...ビデオに...?)                                 |                     |
| После просмотра видео для взрослых у Асами начинается стресс. | |                     |
| 8-16 | Случай в дождливый день. «Амэ но Хи но Дэкигото» (雨の日の出来事)                                       |                     |
| На Асами нападает насильник, но её спасает младший брат Ивасаки. | |                     |
| 9-17 | Мы в лазарете?! «Хокэнсицу дэ Сойнэ!?» (保健室で添い寝!?)                                               |                     |
| Сначала Кёсукэ, а потом и Асами попадают в больницу, так как получили по голове мячом во время волейбола. | |                     |
| 9-18 | Данна-сама в роли жены? «Данна-сама га Оку-сама?» (ダンナさまがおくさま?)                               |                     |
| Кёсукэ берётся за работу по дому, чтобы дать возможность Асами больше времени для учёбы. | |                     |
| 10-19 | Взгляд на звёзды сквозь слёзы... «Намида но Тэнтайкансоку» (涙の天体観測)                               |                     |
| Кёсукэ остаётся дежурным в школе. Позже Ивасаки решает удивить парня домашним бэнто. | |                     |
| 10-20 | Я не проиграю школьнице. «Комусумэ нанка ни Макэнай ва» (小娘なんかに負けないわ)                        |                     |
| Ивасаки шантажирует Кёсукэ, угрожая раскрыть его тайну, если он не бросит Асами. Но эти события только сближают Асами и Кёсукэ.                                                                               | |                     |
| 11-21 | Ты хочешь жениться на мне...? «Кэккон ситэ курэмасэнка...?» (結婚してくれませんか...?)                  |                     |
| Менеджер магазина делает предложение Асами с позволения Кёсукэ, но его внимание вдруг переключается на Сакуру.                                                                                                | |                     |
| 11-22 | Под звёздным небом. «Мантэн но Хоси но Сита дэ» (満天の星の下で)                                        |                     |
| Вечерняя прогулка Кёсукэ и Асами становится ночной, и всё идёт наперекосяк. Тем временем Ивасаки пользуется моментом и хочет задрать юбку Асами.                                                              | |                     |
| 12-23 | Наша первая ссора. «Хадзимэтэ но Фу:фу Гэнка» (初めての夫婦ゲンカ)                                      |                     |
| Асами и Кёсукэ ссорятся, и Асами убегает из дома. В результате оба стали долго искать друг друга. Асами отправляется в школу на следующий день, чтобы извиниться, но подслушивает разговор Кёсукэ с её отцом. | |                     |
| 12-24 | Остерегайтесь холода! «Кадзэ ни Гоё:дзин!» (風邪にご用心!)                                              |                     |
| У Асами поднимается температура, и она попадает в больницу. | |                     |
| 13-25 | Наша тайна раскрыта! «Кэккон га Барэта!» (結婚がばれた!)                                                |                     |
| Ивасаки ссорится с Кёсукэ в семейном ресторане после школы. Кёсукэ убегает без своего портфеля, и Ивасаки доставляет его в свой дом.                                                                          | |                     |
| 13-26 | Люби меня всегда... «Ицу мадэ мо Дзутто Айситэ...» (いつまでもずっと愛して...)                          |                     |
| Кёсукэ вызывают в кабинет директора. Там же находится и Ивасаки. | |                     |

## Комментарии
1. ↑  По законам Японии девушка может выходить замуж в 16 лет, а мужчина в 18[1].